# Cutt Off
«Cutt Off» — песня британской рок-группы Kasabian, пятый сингл из одноимённого альбома группы. Он был выпущен в 2005 году и достиг восьмой позиции в UK Singles Chart, что стало вторым результатом среди синглов группы. Версия для сингла является переработкой альбомной версии песни и включает новую барабанную партию, преобразованную инструментальную часть и незначительные изменения в тексте. Сингл в формате Maxi CD содержит акустическую версию композиции «Processed Beats», записанную в рамках проекта Live Lounge радиостанции BBC Radio 1, а также кавер-версию песни The Prodigy «Out of Space». Версия на виниловой пластинке 10" с обложкой-постером включала эксклюзивные треки: «Pan Am Slit Scam» и ремикс «Cutt Off» от Mad Action.

## Музыкальное видео
По сюжету видеоклипа на «Cutt Off» люди на улице убегают из-за скрытой угрозы, которую, как оказывается, представляет летающая акула, и только участники группы выглядят перед ней невозмутимыми. Видео вместе с синглом выпущено на Maxi CD.

## Список композиций
- Maxi CD

| №  | Название                                                                 | Длительность |
| -- | ------------------------------------------------------------------------ | ------------ |
| 1. | «Cutt Off» (Single Version)                                              | 3:26         |
| 2. | «Processed Beats» (Live Lounge Version)                                  | 2:46         |
| 3. | «Out Of Space» (Live Lounge Version)                                     | 2:28         |
| 4. | «Cutt Off» (CD-ROM с видеоклипом на «Cutt Off» и распечатанным постером) |              |

- Mini CD

| №  | Название                    | Длительность |
| -- | --------------------------- | ------------ |
| 1. | «Cutt Off» (Single Version) | 3:26         |
| 2. | «Beneficial Herbs» (Demo)   | 3:53         |

- 10"

| №  | Название                      | Длительность |
| -- | ----------------------------- | ------------ |
| 1. | «Cutt Off» (Single Version)   | 3:26         |
| 2. | «Pan Am Slit Scam»            | 5:12         |
| 3. | «Cutt Off» (Mad Action Remix) | 3:38         |

## Участники записи
Использованы сведения с Qobuz. Информация об участниках относится к Mini CD. Если не указано иное, сведения приведены для «Cutt Off» (Single Version).
Группа
- Kasabian — вокал, исполнитель (композиции 1, 2), автор текста (композиция 2);
- Серджо Пиццорно — второй звукорежиссёр, композитор (композиции 1, 2), автор текста, бэк-вокал, гитара, продюсер (композиция 2);
- Крис Эдвардс — синтезатор;
- Крис Карлофф — композитор (композиции 1, 2), акустическая бас-гитара, гитара, клавишные;
- Том Мейган — барабаны.

Производство
- Майк Хеджес[~ 1];
- Барни — звукорежиссёр;
- Джим Эббисс[англ.] — звукорежиссёр;
- Олли Хеншолл — прочее продюсирование;
- Дэн Ральф Мартин — синтезатор;
- Джер Макдоннал — продюсер;
- звукорежиссёр[~ 2].

## Позиции в чартах
| Чарт (2005)      | Высшая позиция |
| ---------------- | -------------- |
| UK Singles Chart | 8              |